# Stigmaria

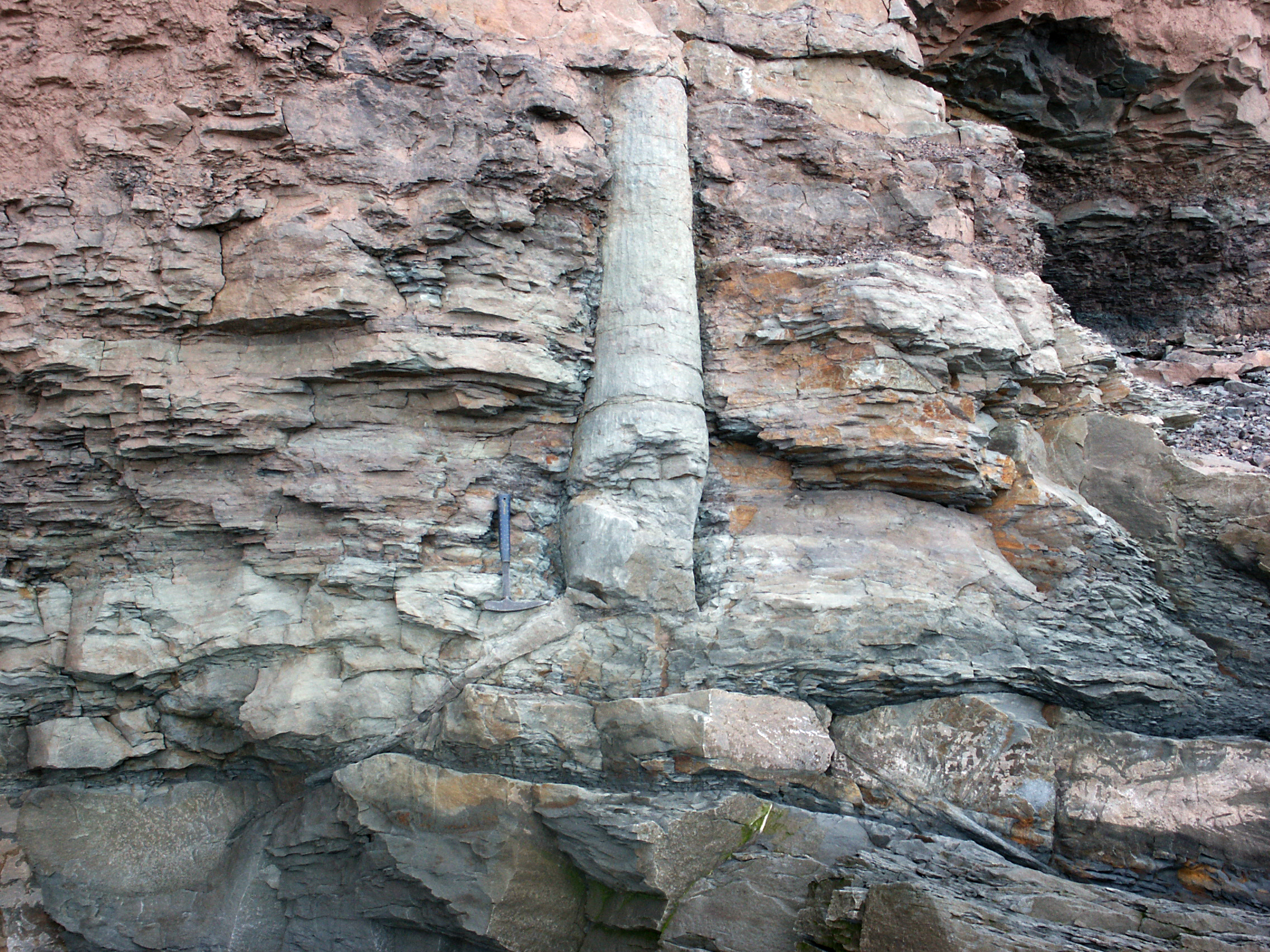
Resto fossile di Lycopodiophyta con sistema stigmatico allegato. Formazione presente nel Joggins (pennsylvaniano), Bacino del Cumberland, Nuova Scozia.

La stigmaria è un tipo di radice delle bothrodendracee, delle lepidodendracee e delle sigillariacee che costituiva l'elemento fondamentale del terreno delle foreste del Carbonifero, e i cui resti si trovano oggi associati ai letti di carbon fossile. 
Di forma simile a una carota molto spessa, si diramavano dalla radice principale in modo concentrico. Le piante di sigillaria e di lepidodendron ne possedevano quattro per ancorarsi saldamente al suolo.
La denominazione è stata definita da Alexandre Brongniart ed in origine veniva usata per indicare quello che si credeva essere erroneamento un tipo distinto di piante.